# Jean-Éric Vergne
Jean–Éric Vergne (Pontoise, 1990. április 25. –) francia autóversenyző, 2012-től 2014-ig a Toro Rosso Formula–1-es pilótája volt. A Formula–E világbajnokság kétszeres győztese.

## Pályafutása

### Formula Renault 2.0
2007-ben ült először együléses versenyautóban, a francia Formula Renault bajnokságban indult, amit nagy fölénnyel megnyert, tagja lett a Red Bull Junior Team-nek. A következő szezonban a Formula Renault 2.0 Európa kupában és a Nyugat-Európa kupában versenyzett. Mindkét sorozatban ő lett a legjobb újonc versenyző. 2009-ben 2. lett az Európa-kupában.

### Formula–3
2009-ben a brit Formula–3-as bajnokságban folytatta pályafutását. 12 győzelmet aratott a szezon során, a Spa-Francorchamps-i hétvégén mindhárom futamot megnyerte.

### Formula Renault 3.5 és GP3
2010-ben bemutatkozott a Formula Renault 3.5-ben. Harmadik versenyén Silverstone-ban győzni tudott. Ebben az évben még lehetőséget kapott az első évét kezdő GP3-as sorozatban is a francia Tech 1 Racingtől.
2011-re visszatért a Formula Renault 3.5-be és nyert Spa-ban, valamint mindkét futamot megnyerte a Hungaroringen, emellett többször végzett még dobogón.

### Formula–1

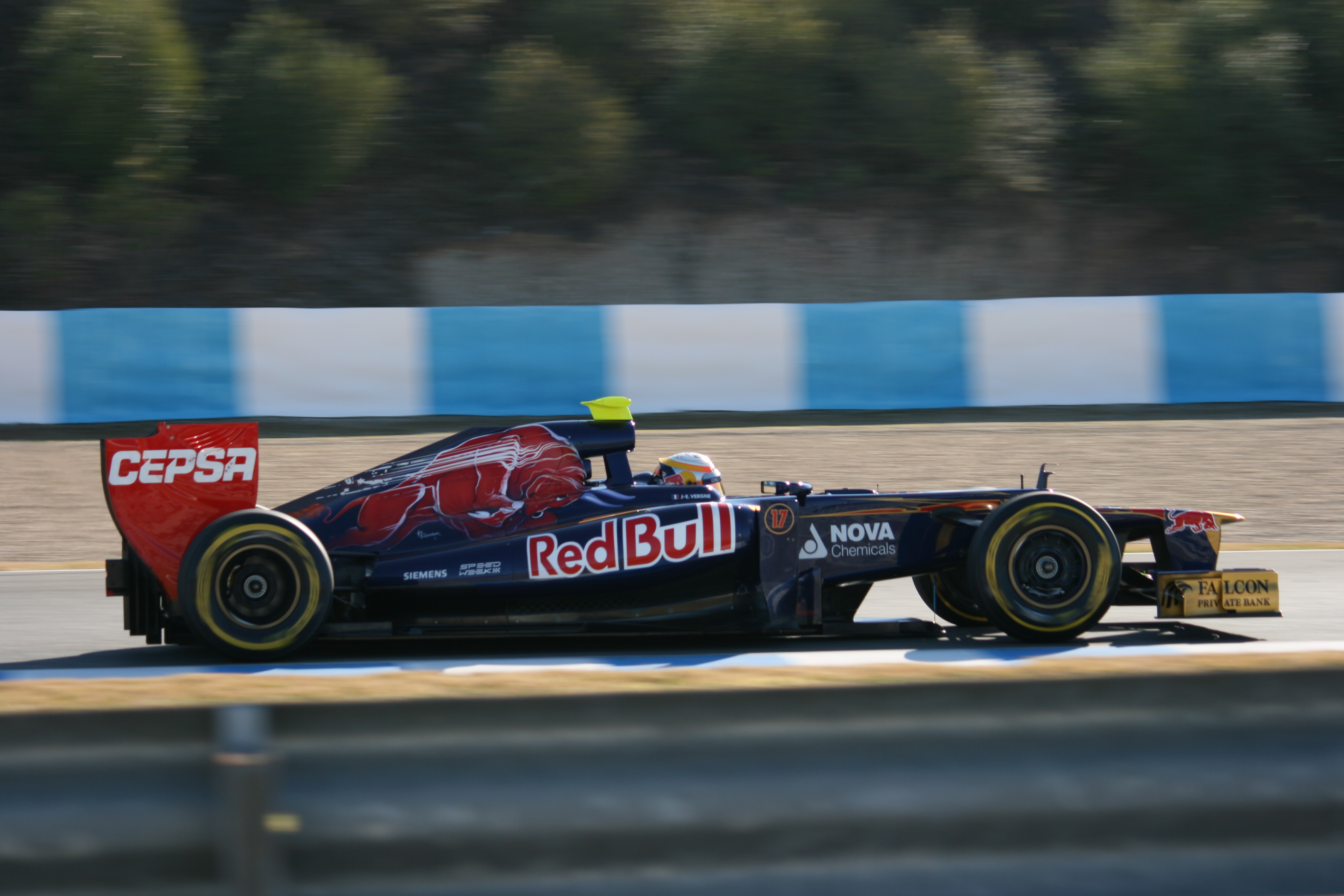
Vergne egy 2012-es jerezi teszten.

2010 júliusában a Goodwood Festiválon vezetett életében először Forma–1-es autót, amikor Red Bull RB5-öt vitte pályára. 2010 szeptemberében bejelentették, hogy a Toro Rossónál fog vezetni a 2010-es szezon utáni fiatal pilóták tesztjén, amelyet novemberben a Yas Marina Circuit-en tartottak. A teszt első napján 1:42.489-es körével a hetedik leggyorsabb időt érte el, 93 kört teljesítve.
A teszt második napján a kilencedik leggyorsabb volt egy 1:40,974-es köridővel, mindössze 0,030 másodperccel lemaradva a GP2 új bajnokától, Pastor Maldonadótól.
2011 augusztusában, a Belga nagydíj hétvégéjén megerősítették, hogy Vergne a szezon későbbi szakaszában részt vesz a kiválasztott első szabadedzéseken a Toro Rosso csapatánál. Első alkalommal Dél-Koreában kapott lehetőséget, majd Brazíliában és az évzáró hétvégén is pályára gurult.
2011 novemberében tesztelte a Red Bull RB7-et a fiatal pilóták tesztjén Abu-dzabiban, és mindhárom napon a leggyorsabb köridőt érte el.

#### Toro Rosso (2012–2014)

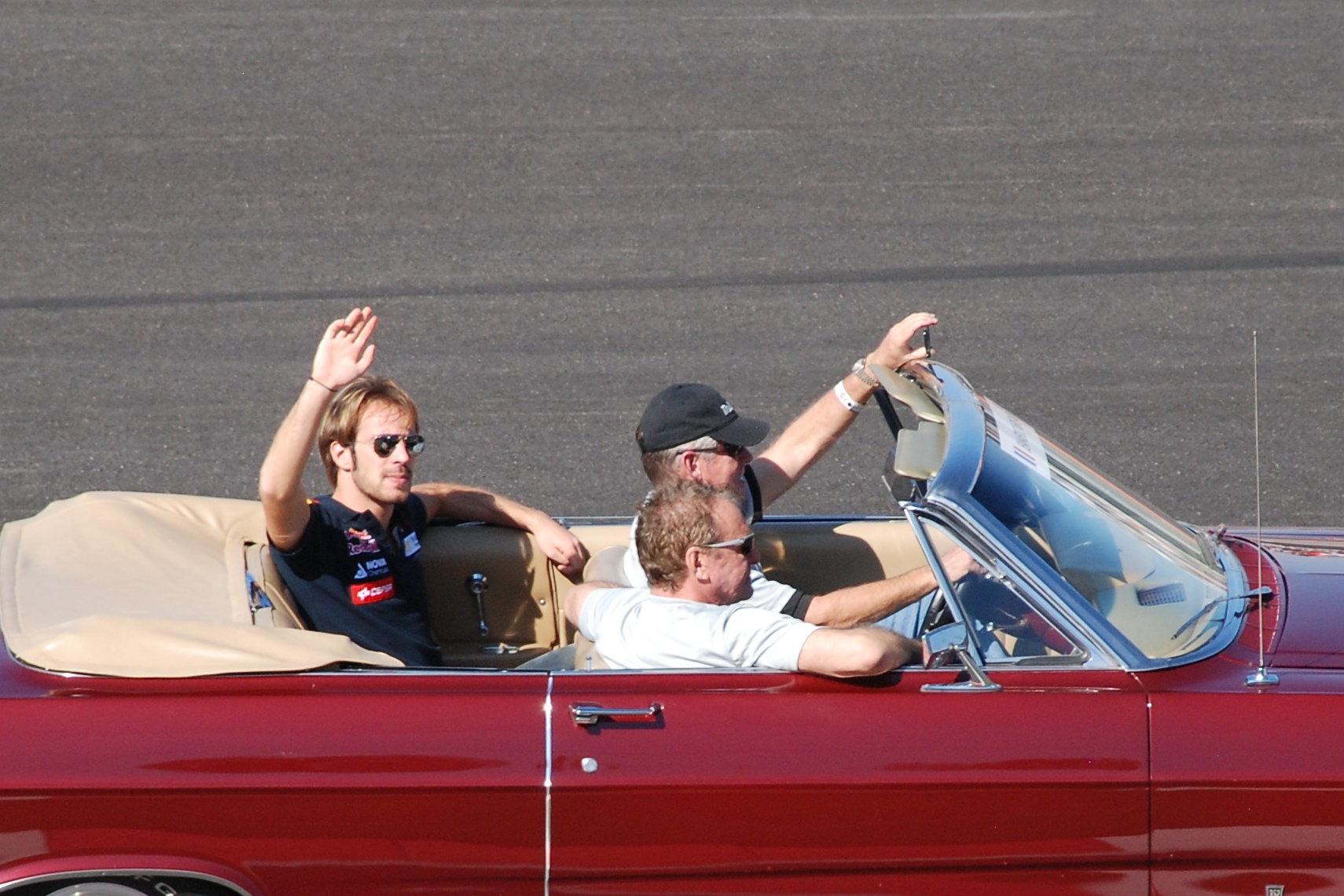
Vergne a 2012-es USA nagydíj előtti pilótaparádén.

2011. december 15-én a Toro Rosso csapata hivatalossá tette, hogy 2012-ben Vergne lesz Daniel Ricciardo csapattársa. A két figyelemreméltó eredménye a két nyolcadik hely volt Malajziában és Belgiumban, aminek köszönhetően megszerezte első pontjait a Forma–1-ben. Koreában is szerzett pontot, ahol csapattársa előtt újra a nyolcadik helyen végzett. Indiában is közel került a TOP10-hez, de ott már a futam elején egy Michael Schumacherrel való összeérés szabta meg a futamát. A szezon utolsó versenyén Brazíliában is pontokat gyűjtött. Első szezonját a 17. helyen zárta, 16 ponttal megelőzve csapattársát, Ricciardót, akinél 6 ponttal gyűjtött többet.
Vergne a 2013-as kiírást egy 12. hellyel kezdte az Ausztráliában majd megszerezte első pontját a tizedik hellyel Malajziában, annak ellenére, hogy összeért Charles Pic Caterhamjével. Ismét nem szerzett pontot egészen a Monacói nagydíjig, ahol a 8. helyen intették le. Formula–1-es pályafutása legjobb időmérőjét érte el a Kanadai nagydíjon, amikor a rajtrácson a 7. helyre kvalifikálta magát, majd a következő napon a 6. helyet szerezte meg a versenyen. A további fordulókban már nem szerzett több egységet, így csak a 15. helyen zárt a tabellán 13 ponttal, míg Ricciardo megelőzte őt és 20 pontot szerzett.

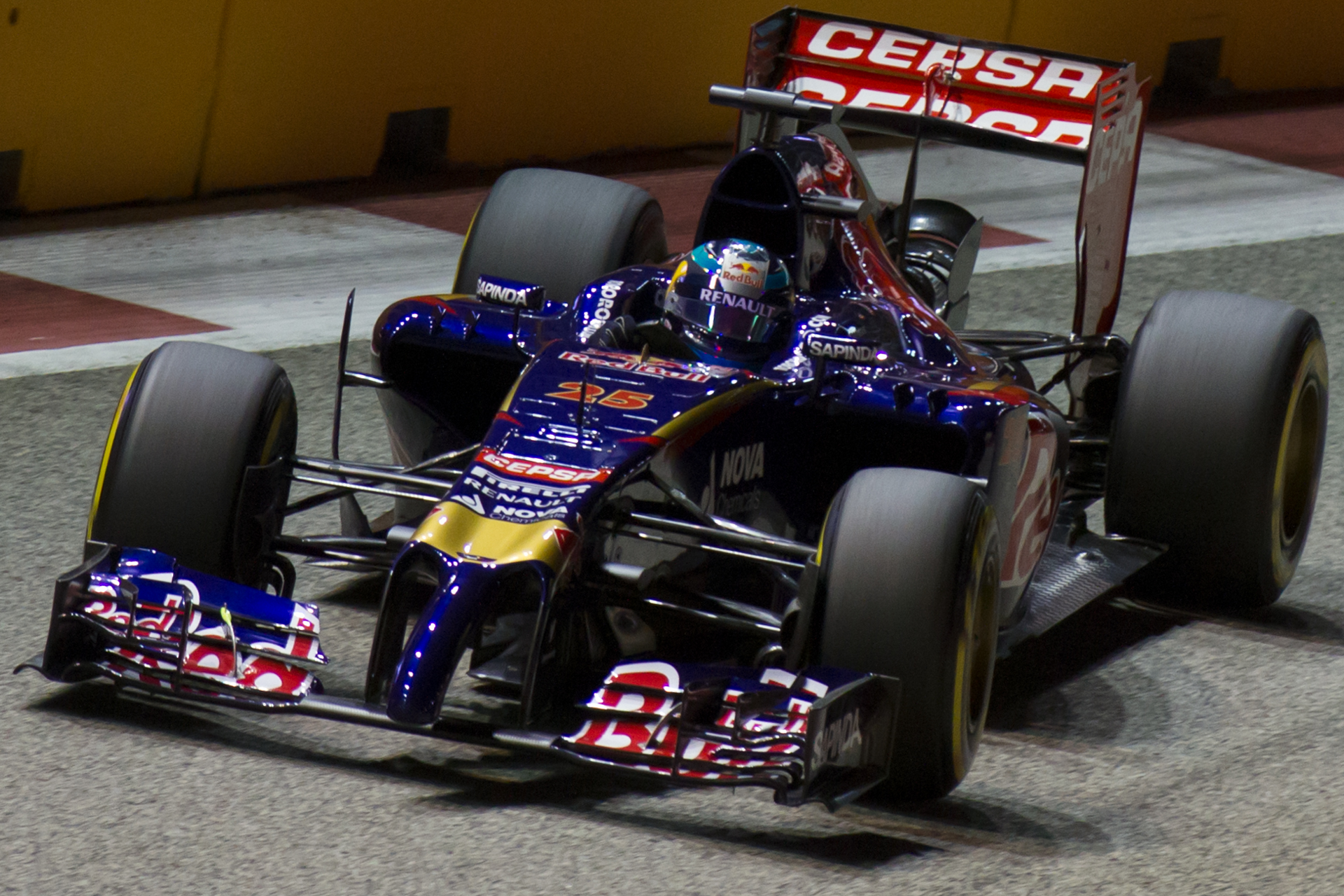
Vergne a 2014-es szingapúri nagydíj 2. szabadedzésén.

2013-ban jelentették be, hogy ismét a Toro Rossónál fog vezetni az újonc, 19 éves orosz Daniil Kvyat mellett, aki Ricciardót váltotta a csapatnál. Vergne jól kvalifikálta magát az ausztráliai szezonnyitón a 6. helyen, majd és csapattársa előtt kilencedikként fejezte be a futamot, azonban Ricciardo kizárása után a 8. helyre lépett fel. Egész évben nagyon közel álltak egymáshoz Kvyattal. A Kínai nagydíjon a 9., míg Kvyat a 13. helyen végzett nedves körülmények között. Ahogy a naptár Európa felé vette az irányt, Spanyolországban egy kerék nem volt megfelelően felszerelve a pénteki edzésen, így korán véget ért az edzése, és később 10 rajthelyes büntetést is kapott. Ennek eredményeként csak a 21. pozícióból rajtolt. Vasárnap öt futamon belül harmadik alkalommal kellett kiállnia technikai problémák miatt. Silverstone-ban a hatodik alkalommal tudott bejutni a Q3-ba, és a 10. helyen zárta a versenyt. Magyarországon a változó körülmények között nyolcadikként kvalifikálta magát, de a versenyen egy biztonsági autó után a bokszutcában egészen a másodikig sikerült feljutnia. Második kerékcseréje után azonban visszaesett, és végül a 9. helyen végzett. A Szingapúri nagydíjon Vergne pályafutása legjobb Forma–1-es eredményét tudta meghozni a 6. hellyel, miután a verseny utolsó négy körében több előzést is bemutatott. 
2014 augusztusában a Red Bull bejelentette, hogy Kvjat mellé Max Verstappen csatlakozik, így Vergne ülés nélkül marad a 2015-ös szezonra. Miután azonban Sebastian Vettel elhagyta a Red Bullt, bejelentették, hogy Kvjat váltja őt, így úgy volt, hogy marad helye a Toro Rossónál. 2014. november 26-án azonban ő maga közölte, hogy 2015-re elhagyja a Toro Rossót, és egy másik Red Bull Junior, a spanyol Carlos Sainz Jr. váltja őt.

#### Ferrari tesztversenyző (2015–2016)
2014. december 19-én bejelentették, hogy 2015-ben csatlakozik a Scuderia Ferrarihoz, mint teszt- és fejlesztőpilóta, különösen a szimulátorban kapott nagy szerepet. 2017 februárjában elhagyta a gárdát.

### Formula–E

#### Andretti Autosport  (2014–2015)
Miután a 2015-ös Formula–1-es szezonban nem tudott teljes munkaidőben ülést szerezni, aláírt a Formula–E bajnokságban szereplő Andretti Autosporthoz. Az idény harmadik versenyén debütált Uruguayban, egyből pole-pozíciót szerezve. A rajtnál megelőzte Nelson Piquet Jr., de a tizenkettedik körben visszavette a vezetést. A bokszkiállások után Sébastien Buemi állt az élre. Sokáig támadta, azonban két körrel a futam vége előtt megtört a felfüggesztése és lelassult, így csak a 14. helyen lett rangsorolva. Long Beach-en érte el első dobogós helyét, mikor 2. lett a futamgyőztes, Piquet mögött. A londoni ePrix első futamában a 3. helyen végzett, Piquet és Lucas di Grassi mögött. A második futamban 16. lett, miután áthajtásos büntetést kapott. Végül 70 ponttal a 7. helyen végzett a bajnoki tabellán.

#### Virgin Racing  (2015–2016)
2015. augusztus 8-án bejelentették, hogy Vergne csatlakozik a DS Virgin Racinghez a 2015–2016-os Formula–E-szezonban, Sam Bird mellé.

#### Techeetah (2016–2022)
2016 júliusában kiderült, hogy az újonnan alakult, kínai Techeetah-val állapodott meg, miután felvásárolták a japán Team Agurit. Vergne megszerezte az első dobogós helyezéseit, a leggyorsabb köröket több alkalommal, valamint saját maga és a gárda legelső futamgyőzelmét a Formula–E-ben 2017. július 30-án a szezonzárón, a kanadai Montréálban.
Vergne megerősítette, hogy a 2017–2018-as szezonban is a csapatnál folytatja. Második győzelmét szerezte a 2018-as Santiago ePrix-en, a harmadik sikerét pedig a 2018-as Punta del Este ePrix-en érte el. A folyamatos pontszerzések és jó eredmények után a New York-i versenyen megszerezte a bajnoki címet, és a negyedik különböző pilóta lett a bajnokság történetében, aki felért a csúcsra.
A 2018–2019-es kiírásban is a Techeetah csapatánál maradt, és 3 versenyt nyert: Sanyában, Monacóban és Bernben. Sorozatban második éve is bajnok lett, ezzel a Formula–E első kétszeres bajnoka.
Bejelentették, hogy a 2019–2020-as idényre António Félix da Costa lett a csapattársa, aki a Porschétól érkezett. Két pontszerzés és két kiesés után Vergne megszerezte első dobogós helyezését Marrákesben, annak ellenére, hogy láz miatt kihagyta az első szabadedzést. Ott James Rossiter vette át a helyét. A COVID19-világjárvány miatti lerövidült naptár hat fordulójából kettőben, két dobogós helyezést ért el Berlinben, és a negyedik fordulóban megszerezte szezonbeli első győzelmét. Végül a harmadik helyen végzett a bajnokságban, mindössze egy ponttal lemaradva Stoffel Vandoorne mögött.
Az alakulatnál maradt a 2020–2021-es szezonban, amelyet már FIA-tól világbajnoki státuszt kapott. Rómában győzelmet szerzett. Vergne nem ért célba Pueblában, miután a támadó mód aktiválása után a falba szorult. A szezont a 10. helyen zárta 80 ponttal, 19 ponttal lemaradva a bajnoki címet megszerző Nyck de Vries mögött.

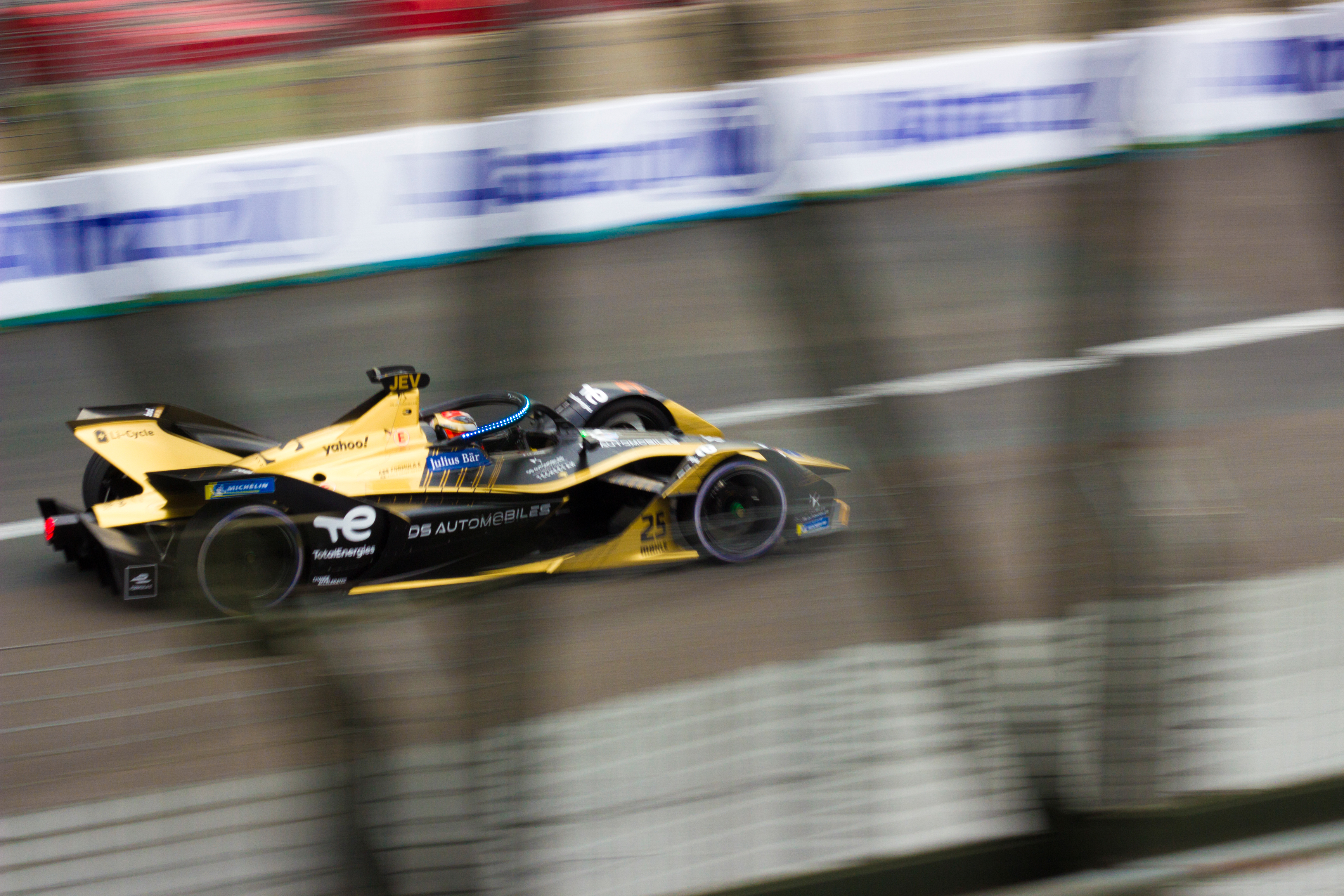
Vergne a 2022-es mexikóvárosi ePrix-en, ahol a 3. helyen ért célba.

Vergne sorozatban hatodik szezonjában is maradt a DS Techeetah-nál. A szezon elején több alkalommal szerzett dobogókat, de győznie végül sehol sem sikerült. Az év második felére viszont többször esett ki vagy nem szerzett pontot, majd mindkét versenyen a 6. helyen végzett Szöulban, ami azt jelentette, hogy a szezont a 4. helyen zárja 144 ponttal.

#### DS Penske (2022–)

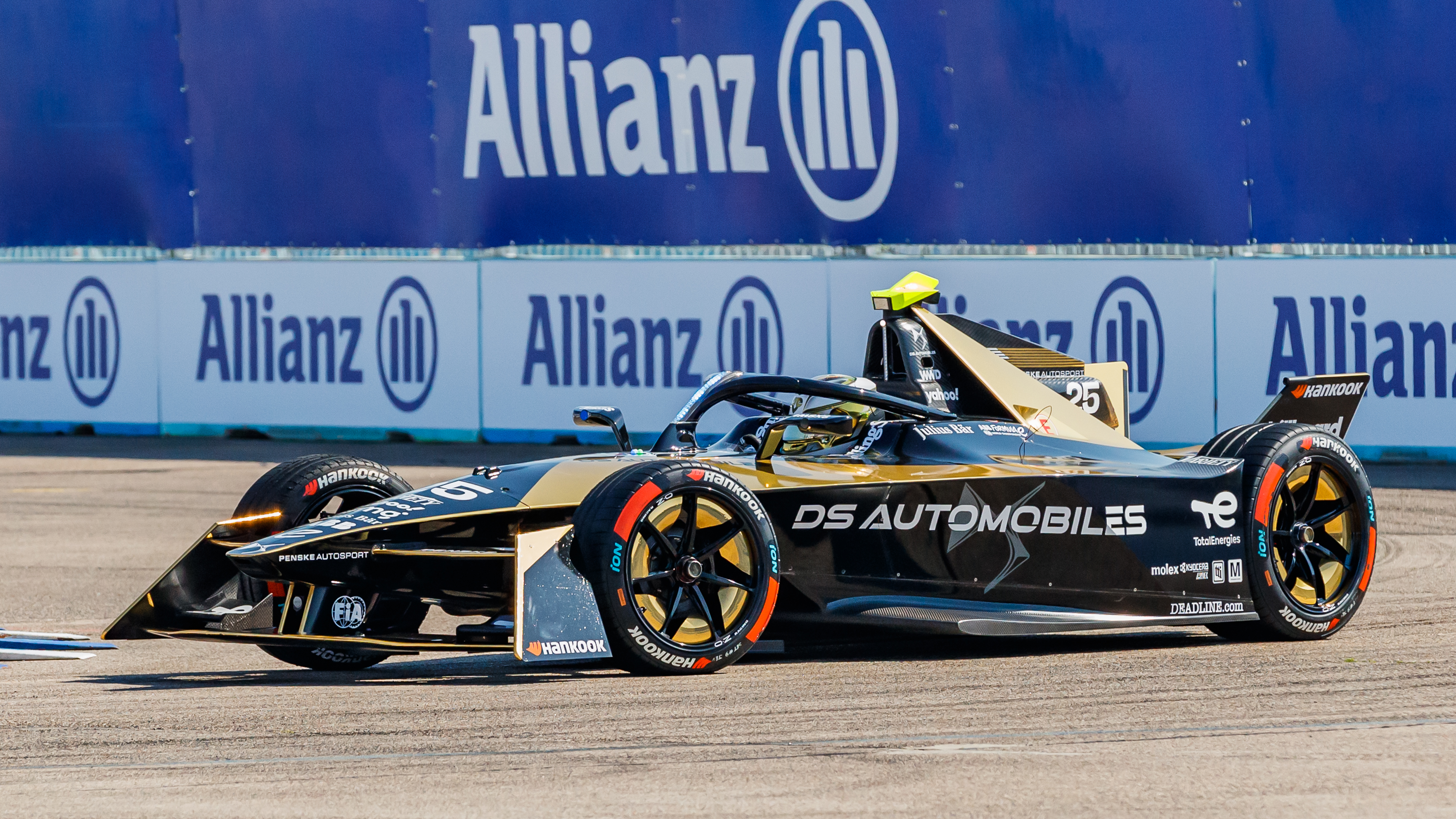
Vergne a 2023-as berlini ePrix-en.

2022 októberében bejelentették, hogy Vergne csatlakozik a DS-sel együtt a Team Penske csapatához a 2022–2023-as szezonban a bajnok, Stoffel Vandoorne mellett. A szezon gyenge fordulókkal indult Mexikóvárosban és Rijádban, azonban az első indiai Hyderabad ePrix-en megszerezte első győzelmét a szezonban, védekezve Nick Cassidy ellen az utolsó körökben. A következő körben, Fokvárosban szoros küzdelemben da Costával a második helyen zárt.
Vergne a 2023–2024-ben folytatta kapcsolatát a DS Penske-vel. Az első mexikói futamon a 6. helyen végzett, és a történelem második pilótája lett, aki legalább 1000 pontot szerzett a szériában. A misanói 7. helyezés után megdöntötte a legtöbb pont rekordját, amelyet korábban Lucas di Grassi birtokolt. Miután megszerzett három pole-pozíciót, megdöntötte Sebastien Buemi legtöbb pole-pozíció rekordját is.

## Eredményei

### Teljes GP3 eredménysorozata
(Táblázat értelmezése)

(Félkövér: pole-pozícióból indult; dőlt: leggyorsabb kört futott) 

| Év   | Csapat        | 1         | 2          | 3       | 4       | 5         | 6          | 7       | 8       | 9       | 10      | 11      | 12      | 13      | 14      | 15      | 16      | Helyezés | Pont |
| ---- | ------------- | --------- | ---------- | ------- | ------- | --------- | ---------- | ------- | ------- | ------- | ------- | ------- | ------- | ------- | ------- | ------- | ------- | -------- | ---- |
| 2010 | Tech 1 Racing | ESP FEA 5 | ESP SPR 21 | TUR FEA | TUR SPR | VAL FEA 4 | VAL SPR 17 | GBR FEA | GBR SPR | GER FEA | GER SPR | HUN FEA | HUN SPR | BEL FEA | BEL SPR | ITA FEA | ITA SPR | 17.      | 9    |

### Teljes Formula Renault 3.5 eredménysorozata
(Táblázat értelmezése)

(Félkövér: pole-pozícióból indult; dőlt: leggyorsabb kört futott) 

| Év   | Csapat        | 1       | 2       | 3       | 4       | 5       | 6       | 7        | 8        | 9       | 10    | 11      | 12       | 13      | 14    | 15      | 16      | 17       | Helyezés | Pont |
| ---- | ------------- | ------- | ------- | ------- | ------- | ------- | ------- | -------- | -------- | ------- | ----- | ------- | -------- | ------- | ----- | ------- | ------- | -------- | -------- | ---- |
| 2010 | Tech 1 Racing | ARA 1   | ARA 2   | BEL 1   | BEL 2   | MON 1   | CZE 1   | CZE 2    | FRA 1    | FRA 2   | HUN 1 | HUN 2   | GER 1 11 | GER 2 5 | GBR 1 | GBR 2 3 | ESP 1 3 | ESP 2    | 8.       | 53   |
| 2011 | Carlin        | ARA 1 6 | ARA 2 7 | BEL 1 2 | BEL 2 1 | ITA 1 2 | ITA 2 1 | MON 1 12 | GER 1 Ki | GER 2 4 | HUN 1 | HUN 2 1 | GBR 1 12 | GBR 2 4 | FRA 1 | FRA 2 3 | ESP 1 2 | ESP 2 Ki | 2.       | 232  |

### Teljes Formula–1-es eredménysorozata
(Táblázat értelmezése)

(Félkövér: pole-pozícióból indult; dőlt: leggyorsabb kört futott) 

| Év   | Csapat     | 1      | 2      | 3      | 4      | 5      | 6      | 7      | 8      | 9      | 10     | 11     | 12     | 13     | 14      | 15     | 16     | 17     | 18     | 19     | 20    | Helyezés | Pont |
| ---- | ---------- | ------ | ------ | ------ | ------ | ------ | ------ | ------ | ------ | ------ | ------ | ------ | ------ | ------ | ------- | ------ | ------ | ------ | ------ | ------ | ----- | -------- | ---- |
| 2011 | Toro Rosso | AUS    | MAL    | CHN    | TUR    | ESP    | MON    | CAN    | EUR    | GBR    | GER    | HUN    | BEL    | ITA    | SIN     | JPN    | KOR Tp | IND    | UAE Tp | BRA Tp |       | –        | –    |
| 2012 | Toro Rosso | AUS 11 | MAL 8  | CHN 16 | BHR 14 | ESP 12 | MON 12 | CAN 15 | EUR Ki | GBR 14 | GER 14 | HUN 16 | BEL 8  | ITA Ki | SIN Ki  | JPN 13 | KOR 8  | IND 15 | UAE 12 | USA Ki | BRA 8 | 17.      | 16   |
| 2013 | Toro Rosso | AUS 12 | MAL 10 | CHN 12 | BHR Ki | ESP Ki | MON 8  | CAN 6  | GBR Ki | GER Ki | HUN 12 | BEL 12 | ITA Ki | SIN 14 | KOR 18† | JPN 12 | IND 13 | UAE 17 | USA 16 | BRA 15 |       | 15.      | 13   |
| 2014 | Toro Rosso | AUS 8  | MAL Ki | BHR Ki | CHN 12 | ESP Ki | MON Ki | CAN 8  | AUT Ki | GBR 10 | GER 13 | HUN 9  | BEL 11 | ITA 13 | SIN 6   | JPN 9  | RUS 13 | USA 10 | BRA 13 | UAE 12 |       | 13.      | 22   |

† A versenyt nem fejezte be, de helyezését értékelték, mert a versenytáv több mint 90%-át teljesítette.
Megjegyzés: 2014-ben a szezonzáró nagydíjon dupla pontokat osztottak.

### Teljes Formula–E eredménylistája
(Táblázat értelmezése)

(Félkövér: pole-pozícióból indult; dőlt: leggyorsabb kört futott) 

| Év      | Csapat             | 1      | 2      | 3       | 4      | 5       | 6      | 7      | 8      | 9     | 10     | 11      | 12     | 13     | 14     | 15     | 16     | Helyezés | Pont |
| ------- | ------------------ | ------ | ------ | ------- | ------ | ------- | ------ | ------ | ------ | ----- | ------ | ------- | ------ | ------ | ------ | ------ | ------ | -------- | ---- |
| 2014–15 | Andretti Autosport | BEI    | PUT    | PDE 14† | BUE 6  | MIA 18† | LBH 2  | MON Ki | BER 7  | MOS 4 | LON 3  | LON 16† |        |        |        |        |        | 7.       | 70   |
| 2015–16 | DS Virgin Racing   | BEI 12 | PUT Ki | PDE 7   | BUE 11 | MEX 16  | LBH 13 | PAR 2  | BER 5  | LON 3 | LON 8  |         |        |        |        |        |        | 9.       | 56   |
| 2016–17 | Techeetah          | HKG Ki | MAR 8  | BUE 2   | MEX 2  | MON Ki  | PAR Ki | BER 8  | BER 6  | NYC 2 | NYC 8  | MNT 2   | MNT 1  |        |        |        |        | 5.       | 117  |
| 2017–18 | Techeetah          | HKG 2  | HKG 4  | MAR 5   | SAN 1  | MEX 5   | PDE 1  | ROM 5  | PAR 1  | BER 3 | ZUR 10 | NYC 5   | NYC 1  |        |        |        |        | 1.       | 198  |
| 2018–19 | DS Techeetah       | DIR 2  | MAR 5  | SAN Ki  | MEX 13 | HKG 13  | SNY 1  | ROM 14 | PAR 6  | MON 1 | BER 3  | BRN 1   | NYC 15 | NYC 7  |        |        |        | 1.       | 136  |
| 2019–20 | DS Techeetah       | DIR Ki | DIR 8  | SAN Ki  | MEX 4  | MAR 3   | BER Hn | BER 10 | BER 3  | BER 1 | BER 18 | BER 7   |        |        |        |        |        | 3.       | 86   |
| 2020–21 | DS Techeetah       | DIR 15 | DIR 12 | ROM 1   | ROM 11 | VAL 9   | VAL 7  | MON 4  | PUE Ki | PUE 8 | NYC 2  | NYC Ki  | LON 12 | LON 12 | BER 6  | BER 11 |        | 10.      | 80   |
| 2021–22 | DS Techeetah       | DIR 8  | DIR 6  | MEX 3   | ROM 4  | ROM 2   | MON 3  | BER 2  | BER 9  | JAK 2 | MAR 4  | NYC 18  | NYC Ki | LON 14 | LON Ki | SEO 6  | SEO 6  | 4.       | 144  |
| 2022–23 | DS Penske          | MEX 12 | DIR 7  | DIR 16  | HAI 1  | FOK 2   | SAP 5  | BER 7  | BER 3  | MON 7 | JAK 5  | JAK 15  | POR 11 | ROM 5  | ROM 15 | LON Ki | LON 22 | 5.       | 107  |
| 2023–24 | DS Penske          | MEX 6  | DIR 2  | DIR 8   | SAP 7  | TOK 12  | MIS 6  | MIS 7  | MON 4  | BER 2 | BER 10 | SHA 6   | SHA 7  | POR 3  | POR 5  | LON 17 | LON 5  | 5        | 139  |
| 2024–25 | DS Penske          | SAP 9  | MEX 5  | JED 6   | JED 7  | MIA 12  | MON 12 | MON 6  | TOK 8  | TOK 6 | SHA 2  | SHA 5   | JAK 15 | BER Ki | BER 3  | LON 5  | LON 15 | 6.*      | 99*  |

* A szezon jelenleg is zajlik.
† A versenyt nem fejezte be, de helyezését értékelték, mert a versenytáv több mint 90%-át teljesítette.

### Le Mans-i 24 órás autóverseny
| Év   | Csapat                | Csapattárs                      | Autó            | Kategória      | Kör | Összetett Helyezés | Kategória Helyezés |
| ---- | --------------------- | ------------------------------- | --------------- | -------------- | --- | ------------------ | ------------------ |
| 2017 | CEFC Manor TRS Racing | Tor Graves Jonathan Hirschi     | Oreca 07-Gibson | LMP2           | 360 | 7.                 | 6.                 |
| 2018 | G-Drive Racing        | Roman Ruszinov Andrea Pizzitola | Oreca 07-Gibson | LMP2           | 369 | Kiz                | Kiz                |
| 2019 | G-Drive Racing        | Roman Ruszinov Job van Uitert   | Aurus 01-Gibson | LMP2           | 364 | 11.                | 6.                 |
| 2020 | G-Drive Racing        | Roman Ruszinov Mikkel Jensen    | Aurus 01-Gibson | LMP2           | 367 | 9.                 | 5.                 |
| 2023 | Peugeot TotalEnergies | Paul di Resta Mikkel Jensen     | Peugeot 9X8     | Hypercar (LMH) | 330 | 8.                 | 8.                 |
| 2024 | Peugeot TotalEnergies | Nico Müller Mikkel Jensen       | Peugeot 9X8     | Hypercar (LMH) | 309 | 11.                | 11.                |
| 2025 | Peugeot TotalEnergies | Paul di Resta Mikkel Jensen     | Peugeot 9X8     | Hypercar (LMH) | 379 | 16.                | 16.                |

### Teljes FIA World Endurance Championship eredménysorozata
(Táblázat értelmezése)

(Félkövér: pole-pozícióból indult; dőlt: leggyorsabb kört futott) 

| Év      | Csapat                | Osztály        | Kasztni     | Motor                  | 1       | 2     | 3      | 4      | 5      | 6      | 7     | 8     | 9     | Helyezés | Pont |
| ------- | --------------------- | -------------- | ----------- | ---------------------- | ------- | ----- | ------ | ------ | ------ | ------ | ----- | ----- | ----- | -------- | ---- |
| 2017    | CEFC Manor TRS Racing | LMP2           | Oreca 07    | GK428 4.2 L V8         | SIL 6   | SPA 7 | LMS 4  | NÜR    | MEX 3  | COA 6  | FUJ 5 | SHA 9 | BHR 6 | 10.      | 81   |
| 2018–19 | TDS Racing            | LMP2           | Oreca 07    | GK428 4.2 L V8         | SPA     | LMS   | SIL    | FUJ 4  | SHA    | SEB    | SPA   | LMS   |       | 16.      | 12   |
| 2022    | Peugeot TotalEnergies | Hypercar (LMH) | Peugeot 9X8 | Peugeot 2.6 L Turbo V6 | SEB     | SPA   | LMS    | MNZ Ki | FUJ 4  | BHR Ki |       |       |       | 10       | 12   |
| 2023    | Peugeot TotalEnergies | Hypercar (LMH) | Peugeot 9X8 | Peugeot 2.6 L Turbo V6 | SEB 9   | POR 7 | SPA 8  | LMS 8  | MNZ 3  | FUJ 8  | BHR 9 |       |       | 8.       | 51   |
| 2024    | Peugeot TotalEnergies | Hypercar (LMH) | Peugeot 9X8 | Peugeot 2.6 L Turbo V6 | KAT Kiz | IMO 9 | SPA Ni | LMS 12 | SAO 8  | USA 12 | FUJ 4 | BHR 3 |       | 13.      | 41   |
| 2025    | Peugeot TotalEnergies | Hypercar (LMH) | Peugeot 9X8 | Peugeot 2.6 L Turbo V6 | KAT 9   | IMO 9 | SPA 11 | LMS 15 | SAO Ni | USA    | FUJ   | BHR   |       | 23.*     | 5*   |

* A szezon jelenleg is zajlik.

### Teljes Európai Le Mans-széria eredménylistája
| Év   | Csapat         | Osztály | Kasztni  | Motor                 | 1   | 2     | 3     | 4     | 5       | 6     | Helyezés | Pont  |
| ---- | -------------- | ------- | -------- | --------------------- | --- | ----- | ----- | ----- | ------- | ----- | -------- | ----- |
| 2018 | G-Drive Racing | LMP2    | Oreca 07 | Gibson GK428 4.2 L V8 | LEC | MNZ 1 | RBR 1 | SIL 1 | SPA 12‡ | ALG 4 | 2.       | 88,25 |
| 2019 | G-Drive Racing | LMP2    | Aurus 01 | Gibson GK428 4.2 L V8 | LEC | MNZ   | CAT 1 | SIL 2 | SPA 4   | ALG 6 | 5.       | 63    |
| 2020 | G-Drive Racing | LMP2    | Aurus 01 | Gibson GK428 4.2 L V8 | LEC | SPA   | LEC 2 | MNZ   | ALG     |       | 13.      | 18    |
| 2021 | IDEC Sport     | LMP2    | Oreca 07 | Gibson GK428 4.2 L V8 | CAT | RBR   | LEC 9 | MNZ   | SPA     | ALG   | 30.      | 2     |